# Winterstrooiselspin
De winterstrooiselspin (Macrargus rufus) is een spinnensoort uit de familie hangmatspinnen (Linyphiidae). De soort komt voor in het Palearctisch gebied.
De winterstrooiselspin wordt 3 tot 4,5 mm groot. Het prosoma is oranje tot roodbruin, de poten zijn iets lichter. Het opisthosoma is donkerbruin tot zwart. De spin komt voor op bladeren en mos in naaldbossen in het westen van het Palearctisch gebied.